# Александр Бог
«Александр Бог» (англ. Alexander the God) — науково-фантастичне оповідання американського письменника Айзека Азімова, опубліковане в червні 1989 року журналом Columbia. Оповідання ввійшло в збірку «Золото» (1995).

## Сюжет
Александр — юнак, з талантом програмування комп'ютерів. Поступово він розбудовує свій персональний комп'ютер Буцефал до такої межі, що може таємно захопити владу у світі, а потім ставлячи перед своїм комп'ютером все більш амбіційні задачі, Александр втрачає все.
Це варіант класичного сюжету про гординю і розплату.